# Rory Scott
Rory Scott (Australia, 15 de septiembre de 2000) es un jugador profesional australiano de rugby que se desempeña en la posición de número 8 en Brumbies, equipo perteneciente a la liga Súper Rugby.

## Carrera
En 2019, Scott se unió al equipo Brumbies, donde lleva jugando cuatro temporadas. También fue parte de la segunda selección de rugby australiana, Australia A.